# جامعة الإمارات العربية المتحدة

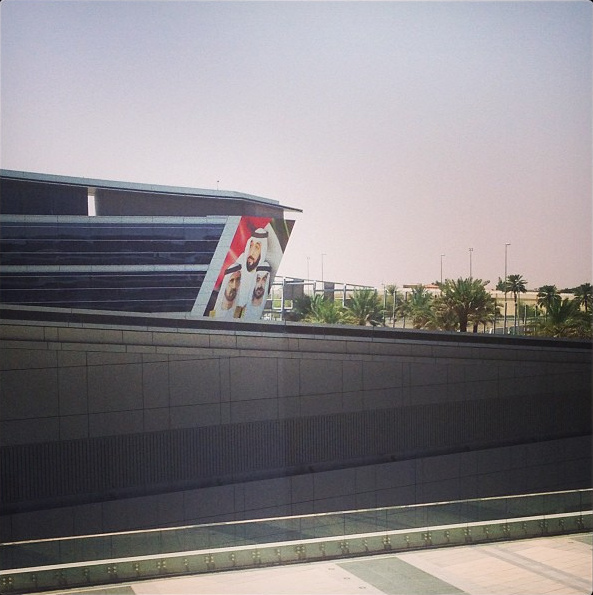
جامعة الإمارات العربية المتحدة

جامعة الإمارات العربية المتحدة، جامعة حكومية تأسست بمبادرة الشيخ زايد بن سلطان آل نهيان مؤسس دولة الإمارات العربية المتحدة في عام 1976 في مدينة العين. ومنذ إنشائها طورت الجامعة برامجها وخططها الدراسية بما يتوافق مع حاجات ومتطلبات المجتمع مع الالتزام بالمعايير الأكاديمية العالمية والحفاظ على قيم وسياسات واستراتيجيات دولة الإمارات، وتعتمد جامعة الإمارات سياسة التميز الأكاديمي من خلال الابتكار وتطوير البحث العلمي، حيث تستضيف العديد من المشاريع البحثية والمبادرات التي تسهم في تقدم المجتمع والاقتصاد، كما تُعزز من الشراكات المحلية والدولية مع المؤسسات الأكاديمية والبحثية، مما يتيح للطلاب استخدام مرافق متقدمة وتحقيق تجربة تعليمية شاملة، كما تم تطوير جامعة الإمارات العربية المتحدة في العين، بالشراكة مع دائرة المالية في أبو ظبي، وقد أقيم الحرم الجامعي على مساحة 120 هكتاراً، ويشمل مساحة مخدّمة تصل إلى 282,815 متر مربع من المباني المبنية حديثاً، و 72 ألف متر مربع من المرافق القائمة. وتحتل الجامعة المركز الخامس ضمن قائمة أفضل الجامعات العربية، كما وتصنف ضمن قائمة أفضل 350 جامعة على مستوى العالم.

## كليات الجامعة
وتضم الجامعة الكليات التالية:
- الكلية الجامعية: توفّر الكلية الجامعية مرشدين أكاديميين لطلبة السنة الأولى المستجدين، يقومون بمساعدة الطالب وإرشاده حول المتطلبات الجامعية والخيارات الأكاديمية المتاحة لهم.
- كلية الإدارة والاقتصاد: تقدم كلية الإدارة والاقتصاد برامج دراسية في مجال الإدارة منذ عام 1977، ويتم تطوير برامج الكلية من خلال التركيز على مفاهيم الجودة والحصول على استشارات من خبراء دوليين مختصين في مجال الإدارة والاقتصاد، ومنذ العام 2000 تعتمد الكلية في تخطيطها الاستراتيجي على مجموعة من المعايير وضعتها هيئة تطوير كليات الإدارة الجامعية الدولية.[8]
- كلية العلوم الإنسانية والاجتماعية: هي الكلية الأكبر حجماً من بين كلياتها جامعة الإمارات، إذ يبلغ عدد الطلبة المسجلين فيها ما يقارب على ثلاثة آلاف وخمسمائة طالباً وطالبة.[9]
- كلية تقنية المعلومات كلية تقنية المعلومات: تُعد كلية تقنية المعلومات الكلية الأحدث بجامعة الامارات العربية المتحدة، حيث أنشأت عام 2001.[10]
- كلية الهندسة : تقدم الأقسام الهندسية في الكلية درجات الماجستير لتخصصات البكالوريوس كافة بالإضافة إلى درجات ماجستير متعددة التخصص وهي ماجستير الموارد المائية، وعلوم المواد والهندسة، وماجستير الإدارة الهندسية، وكذلك درجة الدكتواره في التخصصات العلمية كافة. وهي ماجستير الموارد المائية، و ماجستير علوم المواد والهندسة، وماجستير الإدارة الهندسية، وكذلك درجة الدكتواره في التخصصات العلمية كافة.[11]
- كلية التربية: هي إحدى الكليات الأربع الأولى التي تأسست عليها جامعة الإمارات العربية المتحدة في عام 1977، تقدم الكلية البرامج المهنية المتطورة في مجال إعداد المعلمين، وتأهيل قادة التعليم. وتقوم الكلية أيضاً بإجراء البحوث، وعقد المؤتمرات، والندوات، وتوفير التدريب المهني الذي يلبي الاحتياجات التعليمية للدولة.[12]
- كلية القانون: تتكون كلية القانون من ثلاثة أقسام، قسم القانون الخاص، وقسم القانون العام، وقسم الشريعة والدراسات الإسلامية. وتقدم الكلية حالياً درجة البكالوريوس في القانون وثلاثة برامج ماجستير، وهي ماجستير في القانون العام، وماجستير في القانون الخاص وماجستير في قانون التجارة الدولية.[13]
- 3. كلية العلوم: تأسست في العام 1976، وتضم الكلية خمسة أقسام أكاديمية: علوم الحياة ، كيمياء، علوم الأرض، علوم الرياضيات، و  الفيزياء. وتطرح الكلية ستة برامج بكالوريوس في: علوم الحياة ( تخصص بيئة وبيولوجيا الكائنات الحية، وتخصص بيولوجيا خلوية وجزيئية)، الكيمياء، الكيمياء الحيوية، علوم الأرض، علوم  الرياضيات، والفيزياء ( تخصص فيزياء عامة، تخصص علوم الفضاء).[14]
- 6. كلية الزراعة والطب البيطري: تم افتتاح كلية الزراعة والطب البيطري بدايةً تحت اسم كلية العلوم الزراعية في العام الجامعي 1980-1981، وفي ذلك الوقت تضمن الهيكل الأكاديمي قسمين فقط، وهما: قسم الإنتاج النباتي وقسم الإنتاج الحيواني. وفي سنة 1995، تم تطوير برنامج الكلية ليركز على زراعة الأراضي القاحلة والعلوم الغذائية والتغذية.[15]
- كلية الطب والعلوم الصحية: تأسست في العام 1984، وهي كلية معترف بها عالمياً ولها تصنيف عالي مقارنة بغيرها من الكليات الطبية في منطقة الشرق الأوسط. كما حصت الكلية على الاعتماد الأكاديمي من المجلس الطبي العام (GMC) ومنظمة الصحة العالمية (WHO)، واللجنة التعليمية لخريجي كليات الطب الأجانب، وحظيت ايضا باعتراف الجامعات الأمريكية والكندية..[16]
- كلية الدراسات العليا: تعد كلية الدراسات العليا وحدة إدارية تابعة لقطاع الشؤون الأكاديمية، حيث يعمل العميد وموظفو الكلية كفريق عمل متناسق مع جميع الوحدات الأكاديمية والإدارية التابعة للجامعة لخدمة مجتمع الدراسات العليا في جامعة الإمارات العربية المتحدة.

تطرح الجامعة أكثر من 70 برنامجًا للبكالوريوس للطلبة في مرحلة التعليم الجامعي، علاوة على برنامج دبلوم مهني وأربعة برامج لمرحلة الدراسات العليا، وقد أضيفت برامج جديدة لطلبة الدراسات العليا ابتداءً من بداية الفصل الدراسي الثاني من العام الجامعي 2005/2006.

## إحصائيات وأرقام الجامعة
من أهم الإحصائيات والأرقام الخاصة بجامعة الإمارات العربية المتحدة:

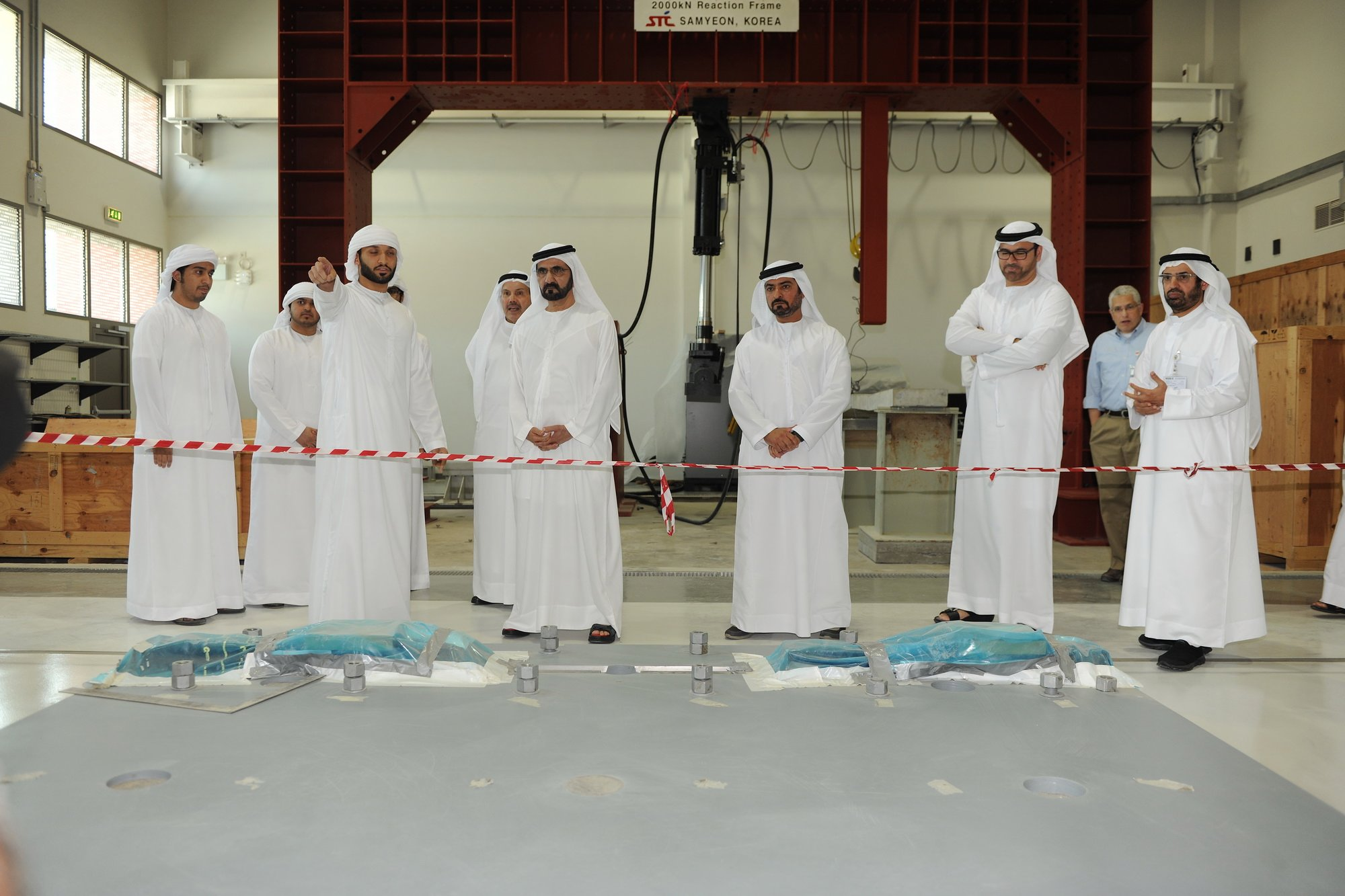
زيارة الشيخ محمد بن راشد لحرم جامعة الإمارات في العين - 2013

- صُنفت بالمركز 6 على مستوى الوطن العربي
- صُنفت بالمركز 261 حسب مؤشر QS العالمي
- صُنفت بين أفضل(301-350) على مستوى العالم
- صُنفت بالمركز 1 حسب التصنيف العربي للجامعات على مستوى الدولة
- تحتضن الجامعة طلاب من 89 دولة
- تضم الجامعة 13 مركزاً بحثياً
- عدد الطلبة الحاليين في الجامعة 17.500طالب وطالبة

## براءات الاختراع الممنوحة من قبل جامعة الإمارات العربية المتحدة (2020 - 2023)
منحت جامعة الإمارات براءات الإختراع التالية:
- كلية الهندسة: 61
- كلية العلوم: 8
- كلية الطب والعلوم الصحية: 5
- كلية تقنية المعلومات: 3

## معايير الجامعة
تحرص جامعة الإمارات على أن تكون الدرجات العلمية التي تمنحها مواكبة للمعايير العالمية ففيها درجة البكالوريوس في الطب والجراحة، والتي حصلت على الاعتراف الأكاديمي العالمي من المجلس الطبي العام بالمملكة المتحدة (بريطانيا) في عام 1994، كما حصلت كلية الهندسة على الاعتماد الأكاديمي العالمي من مجلس الاعتماد الأكاديمي للبرامج الهندسية والتقنية المعروف اختصاراً بـ (ABET) وذلك في عام 1999، كما حصلت كلية الإدارة والاقتصاد على الاعتماد الأكاديمي من قبل الجمعية الدولية للتعليم الإداري المعروفة اختصاراً بـ (AACSB). في حين حصلت كلية التربية على الاعتراف (الاعتماد) الأكاديمي خلال عام 2004، كما أن كافة البرامج والخطط الدراسية الأخرى التي تطرحها مختلف كليات الجامعة تقيم وتراجع خارجيًا بشكل دوري من قبل العديد من الخبراء الأكاديميين الدوليين وذلك لضمان مواكبة هذه البرامج للمعايير العالمية.

## أبرز الشخصيات التي تخرجت من جامعة الإمارات العربية المتحدة
تخرج جامعة الإمارات أكبر عدد من الطلبة في دولة الإمارات ومن أبرز الخريجين:
- الشيخ حمدان بن زايد آل نهيان
- الشيخ سيف بن زايد آل نهيان.
- الشيخ عبد الله بن زايد آل نهيان
- الشيخ حمدان بن مبارك آل نهيان.
- الشيخ هزاع بن زايد آل نهيان.
- سلطان بن سعيد البادي.
- صقر غباش
- عبد الرحمن محمد العويس
- عبد الله محمد سعيد غباش.
- مريم محمد خلفان الرومي
- نجلاء بنت محمد العور
- جميلة بنت سالم المهيري.
- الشيخ أحمد بن زايد آل نهيان
- حنيف حسن علي
- سلمى حارب
- ياسر سعيد حارب
- سليمان عبد الكريم الفهيم

## الإدارة العليا للجامعة
تتكون الإدارة العليا للجامعة من:
- زكي أنور نسيبة: الرئيس الأعلى
- أ.د أحمد الرئيسي: مدير الجامعة بالإنابة
- خلفان صالح الظاهري: نائب مدير الجامعة للشؤون المالية والإدارية
- د. سعاد محمد المرزوقي: النائب المشارك لشؤون الطلبة

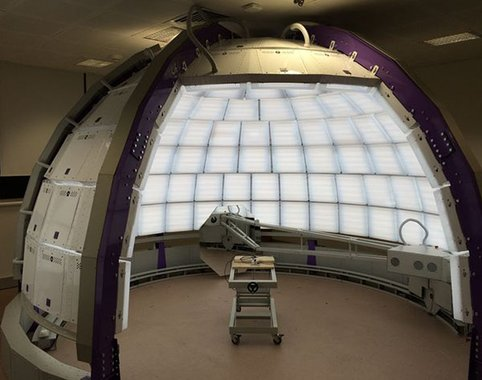
قبة سماء اصطناعية كاملةصندوق مرآة سماء اصطناعية يُستخدم لمحاكاة ضوء النهار في جامعة الإمارات العربية المتحدة.

- مجلس أمناء الجامعة

## منتزه جامعة الإمارات للعلوم والابتكار
تم افتتاح منتزه جامعة الإمارات للعلوم والابتكار في العام 2016 من قبل الشيخ محمد بن راشد آل مكتوم نائب رئيس دولة الإمارات العربية المتحدة، حاكم دبي، وبحضور الشيخ حمدان بن محمد بن راشد آل مكتوم ولي عهد دبي، و محمد القرقاوي وزير شؤون مجلس الوزراء في دولة الإمارات، ووزير التربية والتعليم الإماراتي ورئيس وأعضاء إدارة جامعة الإمارات العربية المتحدة، في مقر الجامعة في مدينة العين. والذي يعتبر منصة للمراكز البحثية، تهدف إلى دعم الابتكار وتبني ومساعدة الباحثين والمخترعين ومراكز الأبحاث، عن طريق اقامة الشراكات بين الجامعة والمؤسسات البحثية والجهات المحلية والدولية من أجل توسيع مساحة الابتكار والبحث العلمي،وتضمن الإنتقال السلس للإمارات إلى اقتصاد المعرفة. ويقدم نظام UAEU-SIP برامج تستهدف نهج التفكير التصميمي الذي يؤدي إلى ترجمة المعرفة الأكاديمية والبحث العلمي إلى تطبيقات مجدية تجارياً، وتشمل مرافق المنتزه منصة الابتكار المدعومة من جوجل، ومنصة إكسبو، والمكاتب الخاصة المخصصة للمستأجرين. 

## الجوائز
- منح مجلس أمناء جائزة سلطان بن علي العويس الثقافية "جائزة الإنجاز الثقافي والعلمي " لعام 2018 إلى " جامعة الإمارات العربية المتحدة" تقديراً لدور ها في نشر المعرفة ونقلها من جيل إلى جيل.[23]
- فازت جامعة الإمارات العربية المتحدة بجائزة الامتثال السيبراني عن فئة التعليم في مؤتمر القمة العالمية للحوكمة (GPRC Summit 2025)، الذي أقيم تحت رعاية مجلس الأمن السيبراني في دبي،تقديراً لجهودها في دعم وتعزيز الأمن السيبراني، وتحقيق ريادة في حماية الأصول الرقمية، واستشراف مستقبل آمن ومزدهر للقطاعات الرقمية.[24][25]

## وصلات خارجية
- موقع جامعة الإمارات العربية المتحدة